# Krąg (jezioro w woj. zachodniopomorskim)
Krąg – jezioro na Pojezierzu Drawskim, położone w woj. zachodniopomorskim, w powiecie świdwińskim, w gminie Połczyn-Zdrój. Ma powierzchnię ok. 11 ha. Jest jezioro eutroficznym, którego południowo-wschodnia część jest otoczona lasem. Zbiornik ma muliste dno.
Ok. 40% powierzchni lustra wody porasta obficie grążel żółty, natomiast w strefie przybrzeżnej szeroki na 3–4 m pas turzyc i płaty trzciny pospolitej. W obydwu rodzajach szuwarów występują domieszki osoki aloesowatej, miejscami tworzącej jednogatunkowe płaty.
13 czerwca 1999 roku stwierdzono nad jeziorem występowanie wśród zalanych traw żagnicy zielonej.
Przez jezioro przepływa rzeka Drawa.
Krąg znajduje się w rezerwacie przyrody Dolina Pięciu Jezior. Kilkadziesiąt metrów od zachodniego brzegu biegnie droga wojewódzka nr 163.
W 2004 roku dokonano badań czystości wód powierzchniowych, gdzie oceniono wody Kręgu na II klasę czystości.
Nazwę Krąg wprowadzono urzędowo w 1950 roku, zastępując poprzednią niemiecką nazwę jeziora – Runder See.